# Долгих, Тамара Георгиевна
Тамара Георгиевна Долгих — советский хозяйственный и государственный деятель, лауреат Государственной премии СССР за выдающиеся достижения в труде.

## Биография
Родилась в 1941 году в Москве. Член КПСС.
В 1959—1961 годах — контролер отдела технического контроля, в 1961—1996 годах — электромонтажник завода «Динамо» имени С. М. Кирова.
За большой личный вклад в освоение новой техники и совершенствование технологии производства была в составе коллектива удостоена Государственной премии СССР за выдающиеся достижения в труде 1989 года.
Депутат Верховного Совета РСФСР 11-го созыва.
Жила в Москве.

## Награды
- Орден Трудовой Славы II степени
- Орден Трудовой Славы III степени